# 504-й важкий танковий батальйон (Третій Рейх)
504-й важкий танковий батальйон (Третій Рейх) (нім. schwere Panzerabteilung 504, s PzAbt 504) — важкий танковий батальйон вермахту часів Другої світової війни, що мав на озброєнні важкі танки Tiger I.

## Історія
504-й окремий танковий батальйон важких танків почав формуватися 8 січня 1943 року у Фаллінгбостелі на базі 1-ї танкової роти 35-го танкового полку та 2-ї роти 1-го танкового полку вермахту. Батальйон організаційно складався зі штабу, штабної роти, важкої танкової роти та роти вогневої підтримки. Однак через труднощі з укомплектуванням озброєнням було вирішено утворити з батальйону зведену бойову групу з 20 танків Pz.Kpfw.VI (H) і 25 танків Pz.Kpfw.III з 50-мм гарматою. В такому вигляді 504-й танковий батальйон почали готувати до відправлення у Північну Африку. Тільки 20 березня 1943 року почала формування 3-тя рота відповідно до зміненого штату окремого батальйону важких танків.
На початку березня 1943 року ще не повністю сформований батальйон був перекинутий в Північну Африку на територію Тунісу. Власне до Тунісу дісталася тільки 1-ша рота, ремонтна рота і рота управління, тоді як 2-га рота й інші технічні підрозділи залишалися на Сицилії.
17 березня 1943 року 504-й танковий батальйон отримав від 501-го важкого танкового батальйону 11 танків Pz.Kpfw.VI (H), на посилення своїх 19 танків Pz.Kpfw.III з 50-мм довгоствольною гарматою. Згодом до складу батальйону увійшло ще 8 танків Pz.Kpfw.VI (H). Наприкінці березня 1943 року 1-ша рота 504-го батальйону важких танків була оперативно підпорядкована бойовій групі парашутно-танкової дивізії «Герман Герінг».
19 квітня 1943 року в бою з англо-американськими танками «Тигри» і 5 середніх Pz.Kpfw.IV Ausf.G зі складу 3-ї роти танкового полку «Герман Герінг» знищили 25 танків, причому свої втрати становили тільки 3 танки. 24 квітня в бою біля висоти 107 «Тигри» знищили ще кілька британських танків.
Тим часом, 2-га танкова рота батальйону, що перебувала в Сицилії, продовжувала доукомплектування, замість танків Pz.Kpfw.III, раніше відправлених у Туніс, вона отримала 17 танків Pz.Kpfw.VI (H).
У ході боїв у Північній Африці все «Тигри» 1-ї роти були або знищені або захоплені англо-американськими військами. 12 травня 1943 року штаб та 1-ша рота разом із усією групою армій «Африка» капітулювали в Тунісі поблизу мису Бон. Більшу частину підрозділу потрапила в полон.
2-га рота 504-го батальйону, що до кінця Туніської кампанії перебувала на Сицилії, спочатку була оперативно підпорядкована 215-му танковому батальйону, а незабаром парашутно-танковій дивізії «Герман Герінг», яку встигли евакуювати з Африки морем на італійський острів.
У липні 1943 року після висадки союзників на Сицилію 2-га танкова рота, маючи 17 танків Pz.Kpfw.VI (H), у боях на цьому острові втратила 16 «Тигрів». Єдиний вцілілий танк та решта, що встигли врятувати, були перевезені до материкової Італії, а звідсіля до Голландії на переформування, де батальйон був доведений до повного трьохротного складу за новою штатною структурою та налічував 45 танків Pz.Kpfw.VI (H). 18 листопада 1943 року був відданий наказ на переформування батальйону, втім тільки 2 червня 1944 року він знову з'явився в Італії. 10 березня 1944 року додатково до складу 504-го важкого танкового батальйону ввели 3-тю роту, що мала 314-ту роту радіокерованих танкеток B-IV.
У серпні 1944 року після важких літніх боїв у центральній частині Італії основні сили батальйону відступили до Генуї. Особовий склад 1-ї роти був направлений до Відня, де отримав танки «Королівський Тигр».
10 вересня 1944 року 1-ша і 2-га роти 504-го батальйону були переведені на адріатичний напрямок фронту у район Реджо-нель-Емілія і Ріміні. До закінчення бойових дій в Європі батальйон бився на території Італії. На 15 березня 1945 року в ньому лічилося 36 танків, з яких 32 були справні. На початку травня 1945 року батальйон капітулював союзним військам у районі Агордо.